# 후지와라노 구니쓰네
후지와라노 구니쓰네(藤原国経, ふじわら の くにつね)는 헤이안 시대 전기의 공경 · 시인 . 후지와라 북가, 곤노주나곤(權中納言) · 후지와라노 나가라의 장남. 관위는 정3위 · 대납언(大納言). 요제이 천황의 큰외삼촌이다.

## 경력
구란도노토 · 사에몬노다이이를 거쳐 조간 원년(859년) 종5위하가 되었다. 훗날, 세이와 천황(淸和天皇) 치세에 시종 · 우효에노곤노스케 등을 맡는다. 그동안 조간 9년(867년) 정5위상, 조간 17년(875년) 정5위하로 관위가 승진하였는데, 태정대신 · 후지와라노 요시후사의 양자가 된 8살 아래의 동생 모토쓰네가 이미 조간 6년(864년)에 29세의 나이로 종4위하 · 참의로 서임된 것에 비하면 승진이 크게 지연된 것이었다.
조간 18년(876년)에 조카 요제이 천황 이 즉위하고 이듬해인 조간 19년( 877년) 종4위하 · 구란도노토, 간교 3년(879년) 종4위하로 급속 승진하였다. 간교 6년(882년) 정4위하 · 산기가 되어 구교의 반열에 들었다. 의정 관으로 황후궁대부를 겸하며 여동생인 황태후 · 후지와라노 다카코를 섬기고 있다.
우다 천황의 치세인 간표 6년(894년) 4월에 간표의 한구라 불리는 신라 해적의 규슈 출몰 사태가 발생했을 때 그 토벌을 위해 다자이노곤노소치에 임명되었고, 같은 해 5월에는 종3위 · 곤노주나곤으로 승진했다.
후지와라노 구니쓰네는 일흔이 넘도록 장수를 누렸다. 간표 9년(897년) 주나곤, 쇼타이의 변으로 우대신 · 스가와라노 미치자네가 실각한 이듬해 엔기 2년(902년)에는 대납언(大納言)으로 승진을 거듭하였고, 계속 엔기 3년(903년) 정3위에 이른다.
엔기 8년(908년) 6월 29일에 세상을 떠났다. 향년 81세.
칙찬(勅撰) 즉 천황의 명으로 편찬되는 노래집에도 작품이 수록된 '칙찬 가인'으로 와카 작품이 《고킨와카슈》, 《쇼쿠고킨와카슈》에 한 수씩 채록되어 있다.

## 일화
젊고 아름다운 아내(아리와라노 무네야나의 딸)를 조카에 해당하는 좌대신 · 후지와라노 도키히라에게 빼앗긴 이야기가 《곤자쿠 이야기집》에 실려 있다.
이미 여든에 가까웠던 구니쓰네에게는 아직 스물도 안된 젊고 아름다우며 오래도록 가까이 하지 않은 아내가 있었다. 이 아내의 아름다움을 전해 듣고 당시 호색한으로 헤이주(平中)라 불리던, 효에노스케 · 다이라노 사다부미(平定文)도 몰래 만나러 갔으나 결국 만나지 못하였다.
마찬가지로 호색한으로 소문이 자자하던 대신 즉 후지와라노 도키히라가 그녀를 자신의 것으로 삼고 싶어 했고, 어느 해 정월에 구니쓰네의 집을 찾아왔다. 정월 연회가 끝나고 귀가하려고 했을 때, 대신은 모처럼 가례를 위해 방문하였으니 특별한 선물을 가지고 싶다는 뜻을 구니쓰네에게 전했다. 구니쓰네는 자신의 가진 것 중 가장 뛰어난 것은 이 아내라고 생각했고, 취기에 그만 멋대로 자신의 아내를 대신에게 드리겠다며 주렴 속에서 아내를 끌어내어 대신에게 넘겨 버렸다. 대신 도키히라는 아내를 받자마자 그대로 자신의 저택으로 데려가고자 함께 수레에 태웠고, 구니쓰네는 어쩔 수 없이 아내에게 "나를 잊지 말라"고 말했지만 수레는 그대로 가 버렸다.
다음날 아침 구니쓰네는 깨어나 간밤의 일이 꿈처럼 생각되었지만, 역시 현실이었음을 깨닫는다. 대신이 자신을 찾아와 준 기쁨에 들떠 저지른 행동을 후회하는 한편, 대신에 대해서도 아무리 취했기로서니 이렇게까지 하느냐고 분개했지만, 어쩔 수 없었다. 상대가 상대이니만큼 자신의 힘으로는 아내를 되찾을 수도 없었으므로 적어도 아내가 행복했으면 좋겠다고 생각하지만, 아내가 다 늙은 자신의 옆에서 부질없이 자신의 젊음을 보내고 있었으므로, 질투하면서도 분해했고, 그리워했다. 옆에서 보는 사람들은 구니쓰네가 자신의 의사로 그렇게 한 것처럼 보였지만 정작 구니쓰네의 심중은 몹시 아내를 그리워하는 생각 때문이었다.
이 후일담을 어머니를 빼앗긴 아들 후지와라노 시게모토(藤原滋幹)의 입장에서 그린 것이 다니자키 준이치로의 소설 「시게모토 소장의 어머니」이다.

## 관직 경력
각주가 없는 것은 《공경보임》(公卿補任)에 따른다.
- 덴난 2년(858년) 10월 : 쿠란도(사에몬노다이이 )
- 조간 원년(859년) 11월 19일 : 종5위하[3]
- 조간 3년(861년) 정월 13일 : 빈고노곤노스케[3]
- 조간 4년(862년) 정월 13일 : 하리마노스케[3]
- 조간 5년(863년) 2월 16일 : 시종 겸임[3]
- 조간 8년(866년) 정월 13일 : 우효에노곤노스케[3]
- 조간 9년(867년) 정월 7일 : 종5위상[3]
- 조간 13년(871년) 정월 13일 : 빈고노곤노스케 겸임
- 조간 16년(874년) 정월 16일 : 하리마노스케 겸임
- 조간 17년(875년) 정월 7일 : 정5위하
- 조간 19년(877년) 정월 3일 : 종4위하[3] . 정월 15일 : 사마노카미. 2월 : 구란도노토 .
- 간교 2년(878년) 5월 18일 : 중궁대부 겸임
- 간교 3년(879년) 8월 19일 : 송이세재내친왕사(送伊勢斎内親王使)[3]. 11월 25일 : 종4위상.[3]
- 간교 6년(882년) 정월 : 황후궁대부. 2월 3일 : 산기[3]. 3월 28일 : 정4위하[3] . 6월 26일 : 좌상박사(左相撲司).[3]
- 간교 7년(883년) 정월 21일 : 빗추노카미 겸임.
- 간교 9년(885년) 정월 16일 : 하리마노카미 겸임.[3]
- 닌나 2년(886년) 6월 25일 : 좌상박사[3]
- 닌나 3년(887년) 6월 25일 : 좌상박사[3]
- 닌나 5년(889년) 정월 16일 : 오미노곤노카미 겸임
- 간표 6년(894년) 4월 16일 : 다자이노곤노소치 겸임(황후궁대부도 겸무). 5월 5일 : 종3위, 곤노주나곤
- 간표 8년(896년) 9월 22일 : 황후궁대부 정지
- 간표 9년(897년) 6월 19일 : 중납언
- 엔기 2년(902년) 정월 26일 : 대납언
- 엔기 3년(903년) 정월 7일 : 정3위

## 계보
- 아버지 : 후지와라노 나가라
- 어머니 : 나니와노 미나코(難波淵子)
- 아내 : 혼인 시쇼(本院侍従, 아리와라노 무네야나의 딸)
  - 남자 : 후지와라노 시게모토(? -931)
- 아내 : 후지와라노 스에나미(藤原末並)의 딸
  - 아들 : 후지와라노 다다모토
- 생모 미상의 자녀
  - 아들 : 후지와라노 요미쓰(藤原世光)
  - 아들 : 후지와라노 야스코토(藤原保命)

## 관련 작품
- 『시게모토 소장의 어머니』(少将滋幹の母) - 《곤자쿠 이야기집》의 일화를 바탕으로 다니자키 준이치로가 쓴 역사소설.